# Запорозько–кримський договір 1624
Запорозько–кримський договір 1624 — перший з відомих договорів про взаємний ненапад і військово-оборонний союз між Військом Запорозьким і Кримським ханством, укладений у формі зобов'язальних листів 24 грудня 1624 на дніпровському острові Карайтебен під час перебування на Запорожжі калги-султана Шагін Ґерая, який з військом ішов походом на Білгородську орду.

## Угода
Зберігся текст договору, викладений польською мовою в присяжному листі, написаному від імені калги-султана Шагін Ґерая гетьманові Михайлу Дорошенку, осавулам і всьому Війську Запорозькому. Козаки подали аналогічного листа Шагін Ґераю.
Згідно з договором, обидві сторони зобов'язувалися, по-перше, не завдавати одна одній ніяких «кривд», «шкод» і «зла», а також застосовувати суворі покарання до порушників миру — підлеглих своїй владі людей. По-друге, у разі збройного нападу на одного з учасників договору інший повинен був надати йому військову допомогу всіма наявними силами.
Правова специфіка договору полягала в тому, що його підписав не хан (Мухаммед Ґерай III), а калга-султан (брат хана — Шагін Ґерай), тому він не був обов'язковим для виконання ханом, і, крім того, його чинність встановлювалася лише на час життя Шагін Ґерая.

## Наслідки
Неефективність договору виявилася вже восени 1625 року, коли під час повстання козаків під проводом Марка Жмайла польські коронні війська розгорнули наступ на запорожців, однак вони так і не отримали допомоги від свого союзника. Водночас Запорозько–кримський договір знаменував якісно новий момент у дипломатичній практиці запорожців. Сам факт його укладення означав визнання Війська Запорозького суб'єктом міждержавних відносин. Цей договір засвідчив також намагання запорожців вибороти політичну автономію від метрополії — Речі Посполитої. Але найголовнішим було те, що договір започаткував практику союзних відносин з Кримським ханством, яка з часом була поглиблена Богданом Хмельницьким.